# Zaghawa (alphabet)
L'alphabet zaghawa, aussi appelé Beria Giray Erfe (« écriture beria de marquage au fer »), est un alphabet proposé pour la langue zaghawa, parlée au Darfour et au Tchad.

## Histoire
Dans les années 1950, l'instituteur zaghawa Adam Tajir crée un alphabet destiné au zaghawa, inspiré des motifs de marquage au fer, notamment des chameaux, d'où son surnom d'« alphabet des chameaux ». Pour ce faire, il adapte l'alphabet arabe. Cependant, le résultat reste inapproprié pour l'écriture du zaghawa.
En 2000, le vétérinaire zaghawa Siddick Adam Issa adapte le projet d'Adam Tajir. Cette adaptation accède à une certaine popularité au sein de la communauté zaghawa.

## Caractéristiques

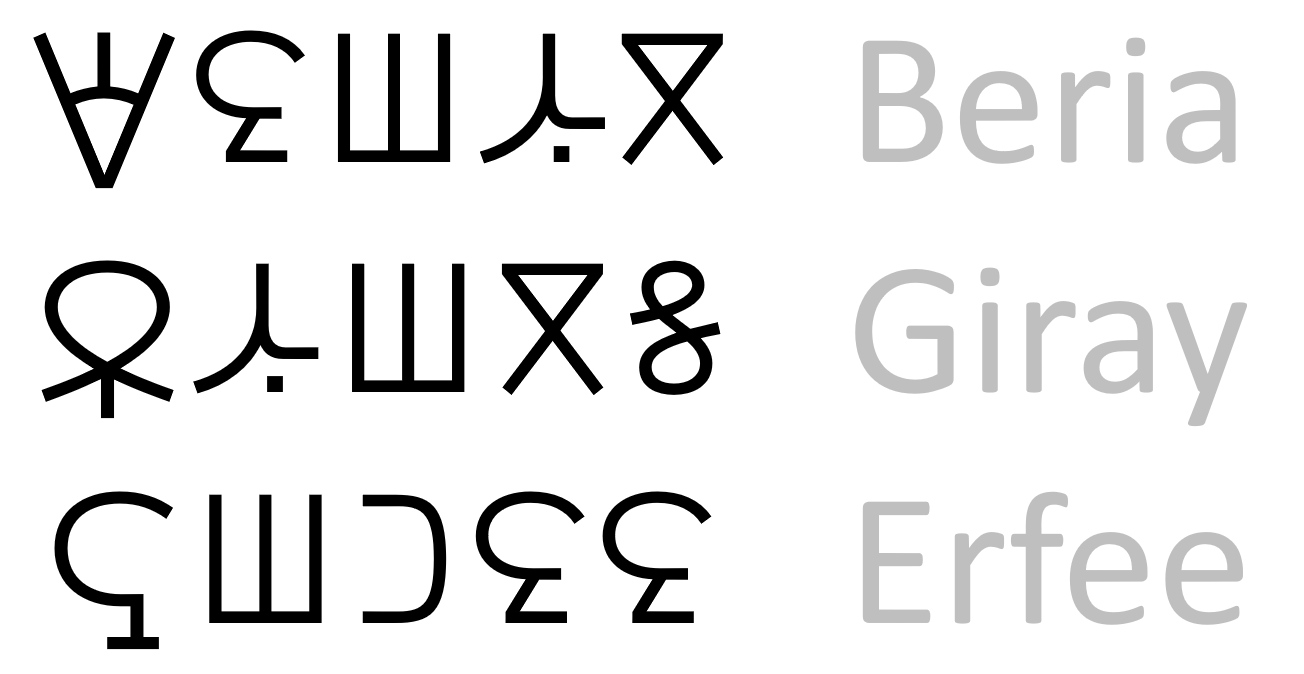
Beria Giray Erfe

La typographie de l'alphabet est inhabituelle en ce que les capitales ont des jambages qui vont en dessous de la ligne de base de lettres minuscules et de la ponctuation, à l'inverse de l'alphabet latin. Le Beria Giray Erfe comprend des lettres indépendantes pour les voyelles ainsi que des diacritiques pour marquer le ton (accent grave pour le ton descendant, accent aigu pour le ton montant) ou les voyelles ATR (un macron distingue les lettres /i e ə o u/ des lettres pour les sons /ɪ ɛ a ɔ ʊ/).
La lettre pour le son /p/, qui n'est pas présent en zaghawa ou en arabe, est écrit en ajoutant une queue à la lettre correspondant au son /b/. La lettre pour le son /ʃ/ est dérivé de la lettre marquant le son /s/. Il n'y a pas de lettre pour le /ħ/, ni de distinction entre /ɾ/ et /r/, sons pourtant présents en zaghawa. 
Les signes de ponctuation latins et les chiffres arabes sont utilisés.